# Isländischer Fußballpokal der Männer 1981
Der isländische Fußballpokal 1981 war die 22. Austragung des isländischen Pokalwettbewerbs der Männer. Am 30. August 1981 kam es im Laugardalsvöllur von Reykjavík zur Neuauflage des letztjährigen Finals. ÍBV Vestmannaeyja setzte sich dabei gegen Titelverteidiger Fram Reykjavík durch.

## Modus
Die Begegnungen wurden in einem Spiel ausgetragen. Bei unentschiedenem Ausgang wurde das Spiel auf des Gegners Platz wiederholt. In den ersten drei Runden nahmen Vereine ab der zweiten Liga abwärts teil. Die Mannschaften aus der ersten Liga starteten im Achtelfinale.

## 1. Runde
| Datum      |                         | Ergebnis |                  |
| ---------- | ----------------------- | -------- | ---------------- |
| 26.05.1981 | Fylkir Reykjavík        | 1:0      | ÍB Ísafjörður    |
| 26.05.1981 | UMF Afturelding         | 5:2      | UMF Selfoss      |
| 26.05.1981 | þróttur Norðfjörður     | 9:7      | UMF Sindri Höfn  |
| 26.05.1981 | Leiknir Fáskrúðsfjörður | 3:2      | UMF Einherji     |
| 26.05.1981 | ÍF Grótta               | 0:4      | UMF Grindavík    |
| 26.05.1981 | Haukar Hafnarfjörður    | 1:0      | HV Ísafjörður    |
| 26.05.1981 | Víkingur Reykjavík      | 2:3      | Ármann Reykjavík |
| 26.05.1981 | Hamar Hveragerði        | 3:8      | Reynir Sandgerði |
| 27.05.1981 | þróttur Reykjavík       | 4:3      | UMF Stjarnan     |

## 2. Runde
| Datum      |                      | Ergebnis |                         |
| ---------- | -------------------- | -------- | ----------------------- |
| 10.06.1981 | Reynir Sandgerði     | 0:3      | þróttur Reykjavík       |
| 10.06.1981 | Fylkir Reykjavík     | 2:0      | Snæfell Stykkishólmur   |
| 10.06.1981 | Víðir Garði          | 3:0      | IK Kópavogur            |
| 10.06.1981 | Leiftur Ólafsfjörður | 2:1      | HSþ Mývatnssveit        |
| 10.06.1981 | þróttur Norðfjörður  | 8:0      | Leiknir Fáskrúðsfjörður |
| 10.06.1981 | Huginn Seyðisfjörður | 3:0      | Austri Eskifjörður      |
| 10.06.1981 | Arroðinn Akureyri    | 4:3      | Völsungur Húsavík       |
| 10.06.1981 | UMF Tindastóll       | 4:1      | Dagsbrún Eyjafjörður    |
| 10.06.1981 | Magni Grenivík       | 0:1      | KS Siglufjarðar         |
| 10.06.1981 | ÍB Keflavík          | 7:0      | UMF Skallagrímur        |
| 10.06.1981 | Ármann Reykjavík     | 1:3      | UMF Afturelding         |
| 10.06.1981 | Haukar Hafnarfjörður | 2:3      | UMF Grindavík           |

## 3. Runde
| Datum      |                      | Ergebnis |                      |
| ---------- | -------------------- | -------- | -------------------- |
| 16.06.1981 | þróttur Norðfjörður  | 3:0      | Huginn Seyðisfjörður |
| 16.06.1981 | UMF Afturelding      | 1:2      | þróttur Reykjavík    |
| 16.06.1981 | Fylkir Reykjavík     | 4:0      | UMF Grindavík        |
| 16.06.1981 | Leiftur Ólafsfjörður | 2:1      | UMF Tindastóll       |
| 16.06.1981 | Arroðinn Akureyri    | 2:1      | KS Siglufjarðar      |
| 16.06.1981 | Víðir Garði          | 0:3      | ÍB Keflavík          |

## Achtelfinale
Teilnehmer: Die sechs Sieger der 3. Runde und die zehn Teams der 1. deild 1981.
| Datum      |                      | Ergebnis |                      |
| ---------- | -------------------- | -------- | -------------------- |
| 01.07.1981 | Leiftur Ólafsfjörður | 0:1      | þór Akureyri         |
| 01.07.1981 | KA Akureyri          | 2:3      | ÍBV Vestmannaeyja    |
| 01.07.1981 | Fylkir Reykjavík     | 1:0      | Breiðablik Kópavogur |
| 01.07.1981 | ÍA Akranes           | 2:0      | Valur Reykjavík      |
| 01.07.1981 | Arroðinn Akureyri    | 0:2      | FH Hafnarfjörður     |
| 01.07.1981 | þróttur Reykjavík    | 3:0      | þróttur Norðfjörður  |
| 01.07.1981 | Fram Reykjavík       | 4:1      | KR Reykjavík         |
| 01.07.1981 | ÍB Keflavík          | 4:1      | Víkingur Reykjavík   |

## Viertelfinale
| Datum      |                  | Ergebnis |                   |
| ---------- | ---------------- | -------- | ----------------- |
| 22.07.1981 | ÍA Akranes       | 0:5      | ÍBV Vestmannaeyja |
| 22.07.1981 | Fram Reykjavík   | 1:0      | ÍB Keflavík       |
| 22.07.1981 | Fylkir Reykjavík | 1:0      | þór Akureyri      |
| 22.07.1981 | FH Hafnarfjörður | 1:2      | þróttur Reykjavík |

## Halbfinale
| Datum      |                   | Ergebnis |                   |
| ---------- | ----------------- | -------- | ----------------- |
| 05.08.1981 | Fram Reykjavík    | 1:0      | Fylkir Reykjavík  |
| 05.08.1981 | þróttur Reykjavík | 0:1      | ÍBV Vestmannaeyja |

## Finale
| Paarung  | ÍBV Vestmannaeyja – Fram Reykjavík                                             |
| Ergebnis | 3:2                                                                            |
| Datum    | 30. August 1981                                                                |
| Stadion  | Laugardalsvöllur, Reykjavík                                                    |
| Tore     | Für ÍBV: Sigurlas þorleifson , þordur Hallgrimsson Für Fram: Marteinn Geirsson |